# Vincent Berthier de Lioncourt
Pour les articles homonymes, voir Berthier et Lioncourt.
Vincent Berthier de Lioncourt, né en 1947 à Auxerre, est un compositeur français et avec Philippe Beaussant, le cofondateur du Centre de musique baroque de Versailles,.

## Biographie
Son père Jacques Berthier était compositeur et organiste. Ses deux grands-pères, Guy de Lioncourt et Paul Berthier, également compositeurs, furent les élèves de Vincent d'Indy à la Schola Cantorum de Paris. Il est cousin germain de France Gall.
Parallèlement à ses études juridiques, Vincent Berthier de Lioncourt a été organiste titulaire de l'église Saint-Jean-Baptiste de Neuilly et directeur de l’ensemble vocal de Neuilly, avant de fonder son propre ensemble vocal La Cappella Peregrina qui, de 1973 à 1995, a animé chaque été des académies musicales dans différentes régions françaises.
Diplômé d'études supérieures en droit public, Vincent Berthier de Lioncourt a effectué toute sa carrière professionnelle au ministère de la Culture, comme conseiller à la musique et à la danse de 1973 à 2009. Il a occupé différents postes, d’abord à l’administration centrale du Ministère, puis dans les DRAC d'Île-de-France, du Languedoc-Roussillon et de Bourgogne, où il a suscité et soutenu la création de nombreuses institutions musicales. En 1987, il a notamment fondé, avec l'académicien Philippe Beaussant, le Centre de musique baroque de Versailles dont il a été le premier directeur général de 1987 à 2005.
Depuis 2009, il accompagne notamment à l’orgue l'ensemble Amaryllis, dirigé par Dominique Montel, l’ensemble vocal Claire Garrone, et le Collegium Musicum de Nîmes, dirigé par Jean-Marc Hébert.

## Décorations
- Chevalier de la Légion d'honneur (29 mars 2002)[5]
- Officier de l'ordre national du Mérite (1998)
- Commandeur de l'ordre des Arts et des Lettres (2005)[6]

## Discographie
- Renaissance des danceries - Branles pour danser - Collegium Antoine de Baïf, 1977
- Joseph Haydn - Stabat Mater. Libera me, Domine - Claudia Eder, Jürg Krattinger, Les Solistes de Paris , dir. Henri-Claude Fantapié - Boulogne-sur-Seine : Ars , P. 1978
- Le voici, l'agneau si doux - Cantiques d'autrefois
- Les Voix humaines - À La Chapelle & À La Chambre du Roy - Centre de musique baroque de Versailles, Alpha Productions, 2005[7]